# Національна премія України імені Тараса Шевченка — лауреати 2015 року
Список лауреатів Національної премії України імені Тараса Шевченка за 2015 рік
| Номінація                               | Лауреат                                   | Обґрунтування                                                             |
| --------------------------------------- | ----------------------------------------- | ------------------------------------------------------------------------- |
| Література                              | Буряк Юрій Григорович, поет               | за книгу поезій «Не мертве море»                                          |
| Образотворче мистецтво                  | Компанець Микола Іванович, художник       | за мистецький цикл «Земля моїх батьків» та ілюстрації до творів М. Гоголя |
| Літературознавство та мистецтвознавство | Москалець Костянтин Вілійович, письменник | за книгу літературної критики та есеїстики «Сполохи»                      |
| Театральне мистецтво                    | Панчук Петро Фадійович, актор             | за втілення образу Тараса Шевченка на вітчизняній театральній сцені       |

Премії у номінаціях «Публіцистика і журналістика», «Кінематографія», «Музичне мистецтво», «Концертно-виконавське мистецтво» та «Народне і декоративно-прикладне мистецтво» цього року не присуджені.
На 2015 рік розмір Національної премії України імені Тараса Шевченка встановлений у розмірі 240 тисяч гривень кожна.
Церемонія вручення премій відбулася 9 березня 2015 року в Національному музеї Тараса Шевченка.